# Sophronica olivacea
Sophronica olivacea là một loài bọ cánh cứng trong họ Cerambycidae.